# Chelonus sobrinus
Chelonus sobrinus är en stekelart som beskrevs av Samuel Stehman Haldeman 1849. Chelonus sobrinus ingår i släktet Chelonus och familjen bracksteklar. Inga underarter finns listade i Catalogue of Life.